# Roquelaure-Saint-Aubin
Roquelaure-Saint-Aubin is een gemeente in het Franse departement Gers (regio Occitanie) en telt 117 inwoners (2009). De plaats maakt deel uit van het arrondissement Auch.

## Geografie
De oppervlakte van Roquelaure-Saint-Aubin bedraagt 4,2 km², de bevolkingsdichtheid is dus 27,9 inwoners per km².
De onderstaande kaart toont de ligging van Roquelaure-Saint-Aubin met de belangrijkste infrastructuur en aangrenzende gemeenten.

## Demografie
Onderstaande figuur toont het verloop van het inwonertal (bron: INSEE-tellingen).